# Mustilia falcipennis
Mustilia falcipennis is een vlinder uit de familie van de gevlamde vlinders (Endromidae). De wetenschappelijke naam van de soort is voor het eerst geldig gepubliceerd in 1865 door Francis Walker.